# Amesha Spentas
În mitologia persană, Amesha Spentas este grupul celor șapte divinități ce luptă de partea binelui și a zeului suprem, Ahura Mazda. Numele "Amesha Spentas" înseamnă "nemuritorii buni", membrii acestui grup susținând adevărul și justiția. Ei sunt dușmanii lui Angra Maynu și a grupului Daevas.
Numele celor șapte zei ai binelui sunt:
- Ameretat
- Armati
- Așa (Asha Vanishta)
- Haurvatat
- Khshathra (Khshathra Vairya)
- Sraoșa
- Vohu Manah